# 河北麻友子
河北 麻友子（1991年11月28日—），為日本的模特兒、女演員，出生於美國。現隸屬奧斯卡傳播事務所。

## 經歷
1991年出生於美國紐約，父親在紐約擁有一家公司，有一個哥哥一個姊姊，以上戶彩作為目標。2003年，參加第9回全日本國民美少女比賽，獲得冠軍和多媒體獎。
2005年，在富士電視台的深夜節目電視劇首次亮相。2008年開始演藝活動工作。曾擔任日本潮流雜誌ViVi、Pretty Style的專屬模特兒。
2021年1月16日宣布與交往六年的圈外男友結婚，2022年11月23日宣布懷孕。2023年4月13日在Instagram 宣布產下第一子。

## 主要作品

### 連續劇
- 世界組TV（CX、2005年12月）
- 學校學不到的事（2008年7月NTV）第2集客串
- 雙頭犬（2009年7月系列TBS） 飾演 碧井志穗
- 美向上計画〜鈴木凛子、20歳〜（2010年4月- 9月，KTV）  鈴木凛子
- 堂吉诃德（NTV、2011年7月 - 9月）繪里
- 妄想搜查（朝日電視台、2012年1月 - 3月）山本瑞穗
- 發芽（NTV、2011年7月 - 9月）谷山清佳
- 內衣白領風雲（Netflix、2016年1月）鴻野由梨
- 本小姐乃白鳥麗子 (2016-01-14) 白鳥麗子
- 派遣女醫X 第六季 (2019-10-17) 伊倉琉璃

### 電影
- ひとりかくれんぼ 劇場版（2009年5月23日）
- 雷頓大冒險：永遠的歌姬（2009年12月19日）
- FASHION STORY-Model-（2012年11月） 飾演 レナ
- 空之境界（2013年2月16日） 主演 澤村悠子
- 鷹の爪GO〜美しきエリエール消臭プラス〜（2013年9月13日、東宝映像事業部） - オキテマス・ヨルニー（聲）
- 久美子的奇異旅程（2014年、Amplify） 飾演 Ms. Kanazaki
- 本小姐乃白鳥麗子 THE MOVIE（2016年、SPO） 主演 白鳥麗子

### 舞台
- 塚公平双打2014（2014年8月29日 - 9月14日、シアタートラム）[2]
  - 新・幕末純情伝 - 主演：沖田総司 役
  - 廣島に原爆を落とす日 - 重宗夏枝 役

### PV
- Big Bang《My Heaven》（和G-Dragon）
- JUJU 《櫻雨》（2010年）
- 中村舞子  和千葉雄大（2011年）

### 雜誌
- Pretty Style （小学館、2008年 - 2011年）
- ViVi （講談社、2012年 - ）

### 主持
- 戀愛巴士：亞洲之旅 （2017年 - ）

## 外部連結
- 河北麻友子オフィシャルサイト （页面存档备份，存于）
- プロフィール （页面存档备份，存于） - オスカープロモーション
- プロフィール （页面存档备份，存于） - Official Blog & SNS by beamie
- プロフィール - オスカー電子カタログ
- Mayuko Kawakita 河北麻友子的Instagram帳戶